# Puente Alfred Beit
El Puente Alfred Beit (en inglés:Alfred Beit Road Bridge) es un puente carretero que cruza el río Limpopo entre Musina en Sudáfrica y  Beitbridge en Zimbabue.
El puente original Alfred Beit, que ahora sólo lleva el tráfico ferroviario, fue terminado en 1929 por Dorman Long. El nombre de Alfred Beit, un magnate de los diamantes y oro, costó $ 600.000 y fue inaugurado por el conde de Athlone el 31 de agosto de 1929.
El nuevo puente de carretera fue construido en 1995 paralelo al puente viejo.